# رده دم‌اسبی، به معنای عام
رده دم‌اسبی، به معنای عام (انگلیسی: Equisetopsida sensu lato) از تقسیم‌بندی‌ها در آرایه‌شناسی زیست‌شناسی است.